# Åbo brand

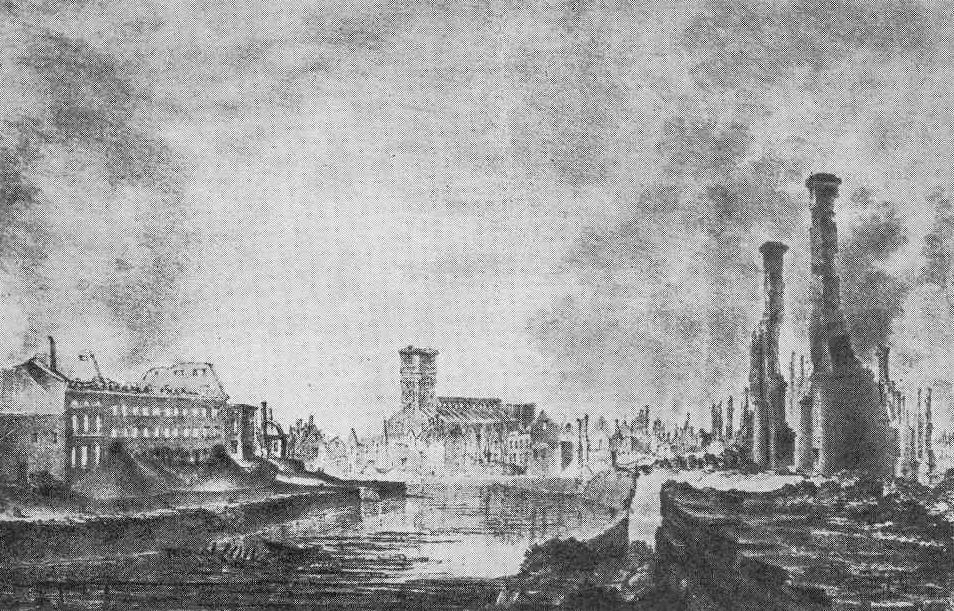
Åbo i grus och aska efter branden i september 1827.

Åbo brand var den enorma brand som drabbade staden Åbo i Finland den 4 september 1827. Eldsvådan förstörde tre fjärdedelar av Åbo och har ansetts vara den största stadsbranden någonsin i Norden. Branden drabbade såväl de enskilda invånarna som samhället i gemen. Sjutton människor omkom och cirka 200 skadades, omkring 2 500 byggnader förstördes och lösegendom till betydande värde gick förlorad. Omkring 11 000 invånare blev hemlösa. Vid tiden för branden var Åbo Finlands största stad.
Branden bröt ut i Hellmans gård i Norra kvarteret på västra sidan av Aura å. En minnesplatta utmärker platsen på Mariegatan vid Trätorget. Branden började vid niotiden på kvällen och spred sig redan före midnatt till åns östra sida. Efter 18 timmar fick man elden under kontroll, men eftersläckningen pågick i veckor.
Enligt Nils-Erik Villstrand, professor emeritus i nordisk i historia vid Åbo Akademi, berodde branden till stor del på olyckliga sammanträffanden. Gatorna var trånga, det var tätt mellan husen och sommaren hade varit torr. En stor del av stadens invånare råkade dessutom vara på marknad i Tammerfors så möjligheterna att bekämpa branden var begränsade.
Branden var ett hårt slag mot Åbo, som år 1812 hade förlorat sin status som Finlands huvudstad. En omedelbar följd av branden var att Kungliga Akademien som hade funnits i Åbo sedan 1640 flyttades till Helsingfors och fick namnet Kejserliga Alexanders universitetet i Finland. Ett alldeles nytt Åbo växte upp ur askan vid Aura å. Bland de få områden som skonades i Åbo brand var Klosterbacken, som idag är ett museiområde.

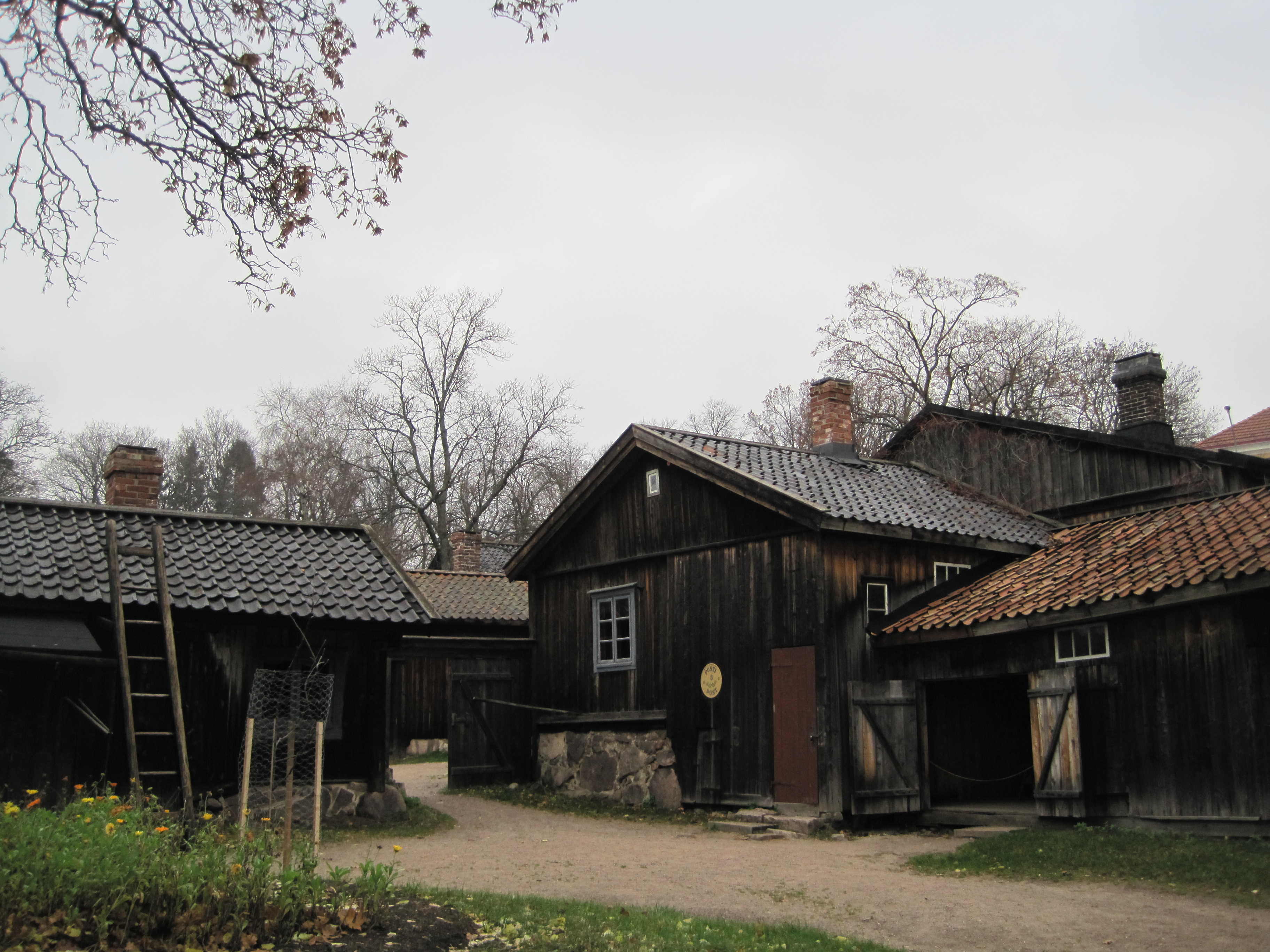
Klosterbacken är ett av de få områden som klarade sig undan branden.